# Cuentos de Terramar
Cuentos de Terramar (título original: Tales from Earthsea) es una compilación de diferentes relatos sobre Terramar de Ursula K. Le Guin, que fueron publicados por primera vez en el año 2001. Incluye cinco cuentos y una descripción de la autora.
El libro comienza con un prefacio de Ursula K. Le Guin en donde cuenta cómo hizo para escribir las historias, en donde expone por qué retomó el tema después de haber pasado tanto tiempo de su novela Tehanu. 
Luego continúa con:
- «El descubridor» (The Finder), que narra la historia de nutria, un joven mago y de su papel en la fundación de la escuela de Roke. La historia se narra trescientos años antes de la época de las novelas de Terramar.
- «Rosaoscura y Diamante» (Darkrose and Diamond), una historia de amor entre el hijo de un rico mercader y la hija de una bruja. Según la autora pudo haber sucedido en los últimos doscientos años de la historia Terramar.
- «Los huesos de la Tierra» (The Bones of Earth), nominado al Premio Hugo, es una historia que cuenta sobre los que enseñaron a los maestros de Gavilán, en el cual enseña que en algunas ocasiones se necesita más que un mago poderoso para hacer frente a las amenazas.
- «En el Gran Pantano» (On the High Marsh), que es una historia que sucedió durante los seis años que Gavilán fue Archimago.
- «Dragonvolador» (Dragonfly), es un relato que toma lugar algunos años después de Tehanu y que hace de nexo con En el otro viento, última novela de la saga de Terramar. Fue escrito expresamente para la antología Legends (1997), y publicado en castellano en esa misma antología (Leyendas Negras, Vol. 1. Barcelona, Plaza & Janés, 2000) con el título «Libélula y dragón».

El libro termina con una descripción de la vida, las lenguas y las costumbres del mundo de Terramar.